# Jueyuan
Jueyuan 觉远(cinese) (fl. XII secolo) è stato un insegnante cinese.
Jueyuan (觉远) è un personaggio delle arti marziali cinesi vissuto a cavallo della fine dell'epoca della dinastia Song meridionale e gli inizi della dinastia Yuan. Da alcuni è collocato nel lignaggio dello Shaolinquan in epoca della dinastia Ming . È considerato l'Antenato del Rinascimento di Shaolin (Zhongxing Zhi Zu,中興之祖) perché la tradizione vuole che egli fosse un grande conoscitore di svariati sistemi di pugilato e che abbia riordinato la pratica marziale di Shaolin secondo i precetti religiosi Buddisti. In particolare gli è attribuita l'espansione dei Luohan Shiba Shou in 72 tecniche.
Secondo una tradizione orale ripresa nel 1911 dal testo Shaolin zongfa, egli viaggiò insieme a Bai Yufeng nella città di Lanzhou nel Gansu dove si incontrarono con Li Sou (李叟), un esperto di Hongquan, per poi fare ritorno al tempio Shaolin dove le 72 tecniche divennero 170 e dove essi crearono il Wuxingquan.
Jueyuan è poi anche un personaggio dei romanzi epici marziali Shen Diao Xia Lu (神雕俠侶) e Yitian Tulong Ji (倚天屠龍記).